# تونی یایو
ماروین برنارد (به انگلیسی: Marvin Bernard) (زاده ۳۱ مارس ۱۹۷۸) که بیشتر با نام هنری خود، تونی یایو (به انگلیسی: Tony Yayo) شناخته می‌شود، خواننده رپ اهل ایالات متحده است. وی بیشتر به‌خاطر عضویت خود در گروه جی-یونیت شناخته می‌شود. نام هنری وی از فیلم صورت‌زخمی ۱۹۸۳ با اشاره به شخصیت اصلی تونی مونتانا و یایو، عامیانه کلمه کوکائین گرفته شده‌است.

## اوایل زندگی
یایو در ۳۱ مارس ۱۹۷۸ در جامائیکا جنوبی، کوئینز از پدر و مادر اهل هائیتی، کوچکترین سه فرزند، ماروین برنارد متولد شد. والدین برنارد در ۱۶ سالگی طلاق گرفتند. وی در کودکی با دوستان م خود لوید بنکس و فیفتی سنت ملاقات کرد و سرانجام این سه نفر گروهی را با نام جی-یونیت تشکیل دادند و با هم کار موسیقی را آغاز کردند.